# Dëma
La Dëma (in russo Дёма?; in baschiro Дим), anche Kugidel' (baschiro: Күгиҙел) è un fiume della Russia europea sudorientale (Repubblica Autonoma della Baschiria e oblast' di Orenburg), affluente sinistro della Belaja (bacino idrografico della Kama).
Nasce dal versante settentrionale delle rilievi collinari dell'Obščij Syrt, correndo inizialmente in direzione ovest, successivamente, dopo un ampio giro con direzione mediamente nord-orientale in una valle piuttosto ampia attraverso le alture di Bugul'ma e Belebej, con corso tortuoso e, nel basso corso, ricco di bracci secondari; sfocia nella Belaja, a 475 km dalla foce, presso la grande città di Ufa. Ha una lunghezza di 535 km, il suo bacino è di 12 800 km². I maggiori affluenti sono: Ujazy (lungo 82 km) e Tjater (91 km) ambedue provenienti dalla destra idrografica
Il fiume tocca alcuni centri urbani di rilievo, come Davlekanovo, Raevskij e, poco distante dal fiume, Čišmy.